# Cambodia League (2005)
Cambodia League (2005) – 23. edycja najwyższej piłkarskiej klasy rozgrywkowej w Kambodży. W rozgrywkach wzięło udział 10 drużyn, grając systemem mieszanym. Sezon rozpoczął się w 23 kwietnia, a zakończył się 9 października 2005. Tytułu z 2002 roku nie obroniła drużyna Hello United. Nowym mistrzem Kambodży został zespół Khemara Keila FC. Tytuł króla strzelców zdobył Hok Sochivorn, który w barwach Hello United zdobył 22 bramki. 

## Drużyny
- Hello United
- Naga Resort FC
- Khemera Keila FC
- Royal Navy FC
- Royal Cambodian Air Force FC
- Army Division of Logistics
- Royal Gendarmerie of Cambodia FC
- Prowincja Kandal
- Prowincja Koh Kong
- Prowincja Siem Reap

## Przebieg rozgrywek

### Sezon zasadniczy
Nieznana jest cała tabela końcowa sezonu zasadniczego. Znana jest tylko kolejność pierwszych pięciu zespołów. Cztery najlepsze zakwalifikowały się do fazy play-off o mistrzostwo kraju.
|   | Klub                             | M  | Z  | R | P | Pkt | Uwagi                |
| 1 | Khemara Keila FC                 | 17 | 12 | 4 | 1 | 40  | Baraże o mistrzostwo |
| 2 | Hello United                     | 17 | 12 | 3 | 2 | 39  | Baraże o mistrzostwo |
| 3 | Royal Gendarmerie of Cambodia FC | 17 |    |   |   | 33  | Baraże o mistrzostwo |
| 4 | Naga Resort FC                   | 17 |    |   |   | 31  | Baraże o mistrzostwo |
| 5 | Royal Cambodian Air Force FC     | 17 |    |   |   | 25  |                      |

Źródło: RSSSF

### Faza Play-off
Półfinały
- 5 października 2005, Hello United – Naga Resort FC 4 – 2
- 6 października 2005, Khemara Keila FC – Royal Gendarmerie of Cambodia FC 2 – 1

Mecz o 3. miejsce
- Royal Gendarmerie of Cambodia FC – Naga Resort FC 3 – 0

Finał
- 9 października 2005, Khemara Keila FC – Hello United 3 – 0

### Spadek i awans
Z Cambodia League spadły zespoły Prowincja Siem Reap i Prowincja Kandal, natomiast drużyny Keila Rith oraz Khmer Empire FC do niej awansowały.